# Evolvulus gangeticus
Evolvulus gangeticus är en vindeväxtart som beskrevs av Carl von Linné. Evolvulus gangeticus ingår i släktet Evolvulus och familjen vindeväxter. Inga underarter finns listade i Catalogue of Life.